# Veauce
Veauce település Franciaországban, Allier megyében. Lakosainak száma 39 fő (2022. január 1.). Veauce Bellenaves, Lalizolle, Sussat és Valignat községekkel határos.

## Népesség
A település népessége az elmúlt években az alábbi módon változott:
| Lakosok száma | 60   | 36   | 46   | 42   | 39   | 36   | 38   | 39   | 38   | 39   |
|               | 1968 | 1982 | 1999 | 2006 | 2011 | 2015 | 2017 | 2018 | 2020 | 2022 |